# Homohuwelijk in Connecticut

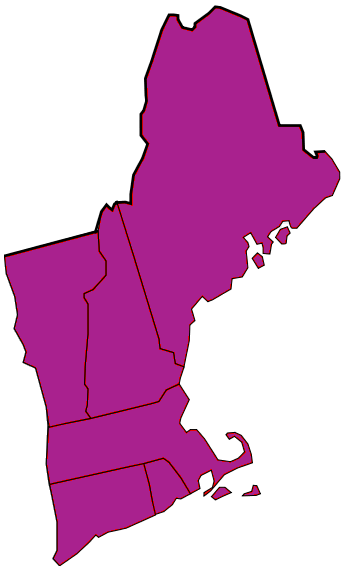
In vijf van de zes staten van New England, waaronder Connecticut, is een huwelijk tussen partners van hetzelfde geslacht gelegaliseerd.

Een homohuwelijk in de Amerikaanse deelstaat Connecticut is sinds 12 november 2008 toegelaten. Sinds april 2005 erkende de staat al geregistreerde partnerschappen voor koppels van hetzelfde geslacht.

## Geregistreerde partnerschappen
In Connecticut werden op 20 april 2005 geregistreerde partnerschappen ingevoerd voor koppels van hetzelfde geslacht, zodat zij dezelfde rechten verwierven als getrouwde heteroseksuelen, waaronder het erfrecht en inspraak bij medische behandeling. Connecticut werd hiermee na Vermont, Maine, Californië en New Jersey de vijfde staat die hen zulke rechten gaf, en de eerste die hiertoe niet gedwongen werd door een rechtbank.
De wet werd in april 2005 aangenomen door het parlement van Connecticut met 27 stemmen vóór en 6 tegen, nadat de gematigde Republikeinse gouverneur Jodi Rell en een judicieel comité hun goedkeuring hadden gegeven. Een amendement om het huwelijk als specifiek tussen een man en een vrouw bestaande unie te definiëren werd niet aangenomen, waardoor het homohuwelijk feitelijk nog mogelijk is in de staat. Opiniepeilingen wezen uit dat 56% van de stemgerechtigden de wet steunde.

## Huwelijk
In augustus 2004 begonnen de Gay & Lesbian Advocates & Defenders, die acht homoseksuele koppels uit Connecticut vertegenwoordigde, een rechtszaak waarin ze het verbod op een huwelijk voor koppels van hetzelfde geslacht aankaartten. De rechter gaf hen ongelijk in 2006. 
In het verdict van een zaak voor het Connecticut Supreme Court, Kerrigan and Mock v. Connecticut Department of Public Health, oordeelde het hof op 10 oktober 2008 dat door homoseksuelen niet toe te laten te huwen, de grondwet van Connecticut geschonden werd. Bijgevolg werden de eerste huwelijksslicenties voor homoseksuele koppels in Connecticut op 12 november 2008 uitgeschreven.
De wetgevende macht van Connecticut was er zelf niet in geslaagd een wetsvoorstel tot erkenning van het homohuwelijk goed te keuren. Nadat zo'n wet overbodig was geworden door de beslissing van het Supreme Court, besloten de parlementariërs om de oude huwelijkswetgeving in te trekken en te vervangen door geheel nieuwe, gender-neutrale wetgeving. Het voorstel werd goedgekeurd en op 23 april 2009 door gouverneur Jodi Rell ondertekend. Vanaf 1 oktober 2010 werden er geen geregistreerde partnerschappen meer afgesloten en werden alle bestaande partnerschappen automatisch omgezet in een huwelijk. Alle gelijkaardigde partnerschappen uit andere jurisdicties worden in Connecticut wettelijk als huwelijken aanzien.